# Championnats d'Europe de marathon (canoë-kayak) 2014
Navigation
2013 2015
Les 11e championnats d'Europe de marathon en canoë-kayak de 2014 se sont tenus à Piešťany en Slovaquie, sous l'égide de l'Association européenne de canoë.

## Podiums

### Sénior

#### K1
| Rang               | Athlète       | Pays     | Temps           |
| ------------------ | ------------- | -------- | --------------- |
| Médaille d'or      | José Ramalho  | Portugal | 2 h 14 min 14 s |
| Médaille d'argent  | Iván Alonso   | Espagne  | 2 h 14 min 16 s |
| Médaille de bronze | Mathias Hamar | Norvège  | 2 h 14 min 19 s |

| Rang               | Athlète          | Pays        | Temps           |
| ------------------ | ---------------- | ----------- | --------------- |
| Médaille d'or      | Renata Csay      | Hongrie     | 2 h 02 min 14 s |
| Médaille d'argent  | Lizzie Broughton | Royaume-Uni | 2 h 02 min 39 s |
| Médaille de bronze | Stefania Cicali  | Italie      | 2 h 03 min 15 s |

#### K2
| Rang               | Athlète                        | Pays        | Temps              |
| ------------------ | ------------------------------ | ----------- | ------------------ |
| Médaille d'or      | Emilio Merchán Iván Alonso     | Espagne     | 2 h 03 min 56 s 70 |
| Médaille d'argent  | Walter Bouzan Álvaro Fernández | Espagne     | 2 h 03 min 57 s 00 |
| Médaille de bronze | Andrew Daniels Timothy Pendle  | Royaume-Uni | 2 h 03 min 57 s 84 |

| Rang               | Athlète                      | Pays        | Temps           |
| ------------------ | ---------------------------- | ----------- | --------------- |
| Médaille d'or      | Edina Csernák Eniko Vaczai   | Hongrie     | 1 h 59 min 23 s |
| Médaille d'argent  | Anna Alberti Stefania Cicali | Italie      | 1 h 59 min 42 s |
| Médaille de bronze | Lizzie Broughton Fay Lamph   | Royaume-Uni | 2 h 02 min 40 s |

#### C1
| Rang               | Athlète        | Pays     | Temps           |
| ------------------ | -------------- | -------- | --------------- |
| Médaille d'or      | Nuno Barros    | Portugal | 2 h 07 min 42 s |
| Médaille d'argent  | Marton Köver   | Hongrie  | 2 h 07 min 49 s |
| Médaille de bronze | David Mosquera | Espagne  | 2 h 08 min 03 s |

#### C2
| Rang               | Athlète                             | Pays    | Temps           |
| ------------------ | ----------------------------------- | ------- | --------------- |
| Médaille d'or      | Óscar Graña Ramón Ferro             | Espagne | 2 h 00 min 26 s |
| Médaille d'argent  | Oleksandr Levchenko Andrii Shapoval | Ukraine | 2 h 01 min 13 s |
| Médaille de bronze | Bartosz Dubiak Mateusz Zuchora      | Pologne | 2 h 03 min 04 s |

### Moins de 23 ans

#### K1
| Rang               | Athlète           | Pays    | Temps           |
| ------------------ | ----------------- | ------- | --------------- |
| Médaille d'or      | Morten Minde      | Norvège | 1 h 56 min 46 s |
| Médaille d'argent  | Alejandro Sanchez | Espagne | 1 h 56 min 47 s |
| Médaille de bronze | Guillermo Fidalgo | Espagne | 1 h 56 min 48 s |

| Rang               | Athlète                   | Pays    | Temps           |
| ------------------ | ------------------------- | ------- | --------------- |
| Médaille d'or      | Enikő Váczai              | Hongrie | 1 h 50 min 20 s |
| Médaille d'argent  | Michaela Jonsson Lindblad | Suède   | 1 h 50 min 37 s |
| Médaille de bronze | Susanna Cicali            | Italie  | 1 h 50 min 50 s |

#### C1
| Rang               | Athlète        | Pays     | Temps           |
| ------------------ | -------------- | -------- | --------------- |
| Médaille d'or      | Rui Lacerda    | Portugal | 1 h 51 min 08 s |
| Médaille d'argent  | Ádám Dóczé     | Hongrie  | 1 h 51 min 33 s |
| Médaille de bronze | Bartosz Dubiak | Pologne  | 1 h 52 min 57 s |

### Junior

#### K1
| Rang               | Athlète            | Pays        | Temps           |
| ------------------ | ------------------ | ----------- | --------------- |
| Médaille d'or      | Máté Györgyjakab   | Hongrie     | 1 h 38 min 00 s |
| Médaille d'argent  | Magnus Gregory     | Royaume-Uni | 1 h 38 min 39 s |
| Médaille de bronze | Yannik Pflugfelder | Allemagne   | 1 h 43 min 13 s |

| Rang               | Athlète             | Pays    | Temps           |
| ------------------ | ------------------- | ------- | --------------- |
| Médaille d'or      | Elisabetta Maffioli | Italie  | 1 h 31 min 40 s |
| Médaille d'argent  | Lili Katona         | Hongrie | 1 h 32 min 12 s |
| Médaille de bronze | Estefania Fernandez | Espagne | 1 h 33 min 35 s |

#### K2
| Rang               | Athlète                         | Pays      | Temps           |
| ------------------ | ------------------------------- | --------- | --------------- |
| Médaille d'or      | Máté Györgyjakab Kristóf Piller | Hongrie   | 1 h 33 min 26 s |
| Médaille d'argent  | Torben Blume Eric Lieseke       | Allemagne | 1 h 34 min 46 s |
| Médaille de bronze | Imanol Barruetabeña Unai Gereka | Espagne   | 1 h 35 min 41 s |

| Rang               | Athlète                              | Pays     | Temps           |
| ------------------ | ------------------------------------ | -------- | --------------- |
| Médaille d'or      | Lilla Bánki Csenge Gyöngyvirág Rekop | Hongrie  | 1 h 28 min 57 s |
| Médaille d'argent  | Isabel López Irene Martin            | Espagne  | 1 h 29 min 04 s |
| Médaille de bronze | Line langelund Cathrine Rask         | Danemark | 1 h 29 min 30 s |

#### C1
| Rang               | Athlète           | Pays    | Temps           |
| ------------------ | ----------------- | ------- | --------------- |
| Médaille d'or      | Bence Balazs Dori | Hongrie | 1 h 35 min 53 s |
| Médaille d'argent  | Zoltan Koleszar   | Hongrie | 1 h 36 min 03 s |
| Médaille de bronze | Andrii Bezuhlyi   | Ukraine | 1 h 36 min 36 s |

#### C2
| Rang               | Athlète                           | Pays    | Temps           |
| ------------------ | --------------------------------- | ------- | --------------- |
| Médaille d'or      | Zoltan Koleszar Márk Aurél Török  | Hongrie | 1 h 29 min 56 s |
| Médaille d'argent  | Łukasz Piochacz Łukasz Rybakowski | Pologne | 1 h 30 min 22 s |
| Médaille de bronze | Norbert Burony Daniel Juráš       | Hongrie | 1 h 30 min 30 s |

## Tableau des médailles
| Rang  | Nation      | Or | Argent | Bronze | Total |
| ----- | ----------- | -- | ------ | ------ | ----- |
| 1     | Espagne     | 2  | 2      | 1      | 5     |
| 2     | Hongrie     | 2  | 1      | 0      | 3     |
| 3     | Portugal    | 2  | 0      | 0      | 2     |
| 4     | Royaume-Uni | 0  | 1      | 2      | 3     |
| 5     | Italie      | 0  | 1      | 1      | 2     |
| 6     | Ukraine     | 0  | 1      | 0      | 1     |
| 7     | Norvège     | 0  | 0      | 1      | 1     |
| -     | Pologne     | 0  | 0      | 1      | 1     |
| Total | Total       | 6  | 6      | 6      | 18    |